# VX (agent innervant)
Pour les articles homonymes, voir VX.
Le VX est un agent innervant de la série V et un organophosphoré, inventé dans un centre de recherche britannique en 1952. Il s'agit d'une version plus mortelle du sarin. Les symptômes et le mode d'absorption sont les mêmes que pour le sarin, à savoir l'inhalation et le contact cutané. Seule différence : il peut se répandre dans l'air et dans l'eau. La dose létale est de 10 mg min m−3 contre 100 pour le sarin.
Contrairement à la croyance populaire[réf. nécessaire], le VX n'est pas un gaz à température ambiante, mais un liquide qui se décompose à sa température d'ébullition ; le VX n'existe donc pas sous forme gazeuse à pression atmosphérique.

## Stéréochimie
Le VX possède dans sa structure un atome de phosphore tétraédrique dont les quatre substituants sont différents, il est donc chiral. Le VX se présente donc sous la forme de deux énantiomères :

Énantiomère (R)-VX à gauche et (S)-VX à droite.

## Synthèse
Le VX est produit via un processus « transester ». Celui-ci comprend plusieurs étapes dans lesquelles du trichlorure de phosphore, PCl3, est méthylé pour produire le dichlorure de méthylphosphore, P(CH3)Cl2, qui est mis à réagir avec de l'éthanol pour former le diester CH3P(OCH2CH3)2. Cet ester est transestérifié avec le N,N-diisopropylaminoéthanol (en), ((CH3)2CH)2NCH2CH2OH, pour produire un phosphonite mixte. Finalement, ce précurseur immédiat réagit avec du soufre pour former le VX :

## Solvolyse
Comme les autres agents innervants organophosphorés, le VX est détruit par réaction avec de forts nucléophiles. La réaction du VX avec une solution aqueuse concentrée d'hydroxyde de sodium, NaOH, conduit à un clivage compétitif entre les esters P-O et P-S, avec le clivage de la liaison P-O qui domine. Ceci est un peu problématique parce que le produit issu du clivage de la liaison P-O, nommé « EA 2192 », reste toxique. En revanche, la réaction avec des anions hydroperoxyde, HOO− (hydroperoxydolyse), conduit exclusivement à un clivage de la liaison P-S,.
|  | Clivage P-S NaOH(aq) réagit avec le VX de deux façons. Il peut cliver la liaison P-S du VX, formant deux produits relativement non toxiques… |
|  | Clivage P-O …ou il peut cliver la liaison P-O du VX, formant de l'éthanol et EA 2192 (en rouge) qui a une toxicité similaire au VX lui-même. |

## Pharmacologie
Le VX est un neurotoxique qui s'attaque aux systèmes nerveux central et périphérique.
La plupart des actions musculaires et neuronales sont liées à l'activité de l'acétylcholine, un neurotransmetteur. La bonne régulation de l'acétylcholine réside sur l'action de l'acétylcholinestérase qui effectue l'hydrolyse de l'acétylcholine par la réaction :
CH3COOCH2CH2N+(CH3)3 + H2O → CH3COO− + HOCH2CH2N+(CH3)3.
Cette réaction permet d'éviter une concentration massique d'acétylcholine sur ses récepteurs.
Le VX inhibe l’acétylcholinestérase en formant un lien covalent avec le site actif de l'enzyme. L'enzyme ne peut plus effectuer l'hydrolyse, et l'acétycholine se fixe massivement sur ses récepteurs.
L'atropine, principal antidote, est un antagoniste des récepteurs cholinergiques et bloque l'accès à l'acétylcholine, limitant les effets du VX car si l'acétylcholinestérase ne peut plus dégrader le neurotransmetteur, il ne peut pour autant se fixer sur ces récepteurs et il est rapidement éliminé par d'autres structures moins rapides que son hydroxylase.

## Effets biologiques et symptômes
Le VX est l'agent innervant le plus toxique jamais synthétisé et son activité a été confirmée indépendamment. La dose létale médiane (DL50) pour les humains est estimée à dix milligrammes par contact sur la peau et la DL50 par inhalation est estimée à 30–50 mg min m−3.
Les symptômes peuvent varier d'un individu à l'autre, mais les plus observés sont :
- myosis intense ;
- des écoulements du nez ;
- des larmes aux yeux ;
- une salivation excessive ;
- une transpiration accrue ;
- tremblements musculaires.

Le VX s'attaque au système nerveux et musculaire. Il peut provoquer la mort en quelques minutes après une exposition.

## Traitement
Dans l'immédiat, il faut retirer ses vêtements et se laver les yeux et la peau avec de l'eau froide et du savon. Le principal antidote est l'atropine mais d'autres substances comme la pralidoxime ou le diazépam peuvent réduire les risques. Les militaires soumis à une menace chimique disposent d'AIBC (Auto-Injecteur Bi-Compartiment) de 2 mg. L'AIBC est utilisé au maximum deux fois à intervalle de quinze minutes au moment de l'apparition des symptômes du neurotoxique. Si les symptômes persistent, seul un médecin militaire est en mesure de pratiquer (au maximum) deux injections supplémentaires.

## Utilisation dans des conflits

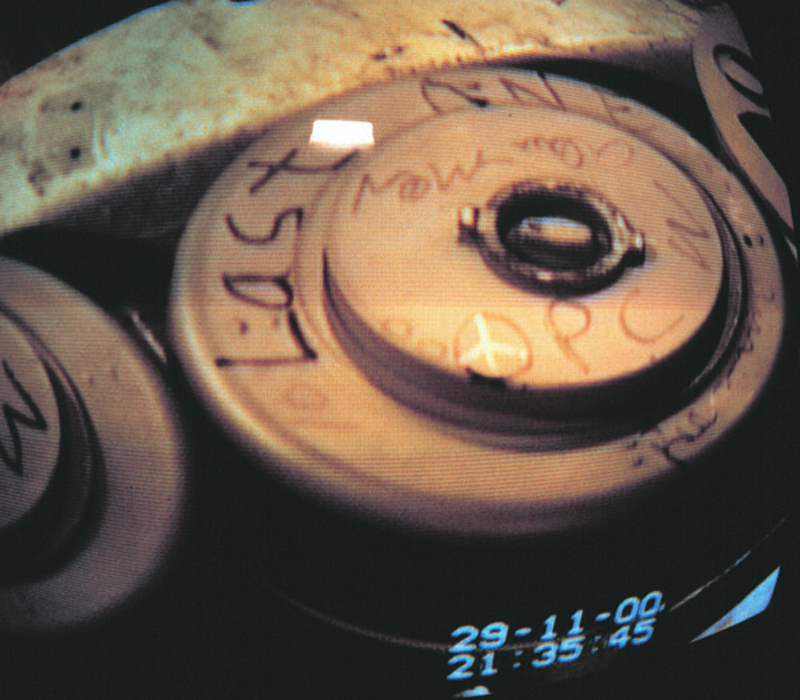
Image d’une vidéo montrant une mine chimique M23 remplie de VX.

De décembre 2015 à août 2016, le mécanisme d'enquête conjoint (en) de l'Organisation des Nations unies (ONU) et de l'Organisation pour l'interdiction des armes chimiques (OIAC) reçoit 130 allégations d'utilisation d'armes chimiques pendant la guerre civile syrienne, dont 4 concernant du gaz neurotoxique VX
Le VX a été utilisé le 13 février 2017 dans l'assassinat de Kim Jong-nam, demi-frère du dirigeant de la Corée du Nord. Des traces ont été retrouvées dans les échantillons prélevés sur son visage et ses yeux. Il a été attaqué à l'aéroport international de Kuala Lumpur par deux femmes, dont l'une semble souffrir des effets du VX. La Corée du Nord n'ayant jamais ratifié le traité d'interdiction du VX, certains experts considèrent qu'il est possible qu'elle en possède encore des stocks. Au cours d'une audience du procès des présumées meurtrières fin novembre 2017, il a été révélé que Kim Jong-nam avait sur lui des comprimés d'atropine qui auraient pu le sauver.

## Dans la culture populaire
Le VX est une arme de choix pour les scénaristes de films, séries télévisées et jeux vidéo. On l'y retrouve en effet dans de nombreuses situations impliquant des actes terroristes.

### Cinéma
- Dans le film Rock (1996), la baie de San Francisco et la prison d'Alcatraz sont exposées aux menaces de Marines preneurs d'otages.
- Dans le film Secret défense (2008), la France est menacée par un attentat au VX.
- Dans le film It's a Disaster (en) (2012).
- Dans le film Mission impossible : Rogue Nation (2015), les ogives dans l'avion Airbus A400M du début contiennent du VX.

### Télévision
- Dans la série MI-5 (épisode 2x05 : SOS (I spy apocalypse)), le gaz VX est employé lors d'une simulation d'attentat sur Londres.
- Dans la série 24 heures Chrono, saison 5, Jack Bauer doit retrouver des conteneurs de gaz neurotoxiques Sentox VX avant que celui-ci ne soit libéré dans Los Angeles.
- Dans la série The Unit : Commando d'élite, il apparaît lors de l'épisode 3 de la saison 3.
- Dans la série Eleventh Hour (2008), il apparaît lors de l'épisode 16 de la saison 1, intitulé Subway.
- Dans la série Strike Back, il apparaît dans la saison 2.
- Dans la série Nikita, il apparaît dans la saison 2.
- Dans la série Legends.
- Dans le téléfilm Les Ailes du chaos (2005).
- Dans la série Archer, il apparaît dans la saison 4, lors des épisodes 12 et 13.
- Dans la série SEAL Team, il apparaît dans la saison 1, lors de l'épisode 02.
- Dans la série Scorpion, saison 2 épisode 13.
- Dans l'épisode 9 de la saison 2 de MacGyver, MacGyver et son équipe doivent empêcher une organisation terroriste de commettre un attentat au gaz VX.
- Dans la série S.W.A.T., saison 1, épisode 19, l’équipe de Hondo protégeant Irina Zemanova, une journaliste russe de renom en visite à Los Angeles, y est confronté.
- Dans la série StartUp, saison 3, un attentat est orchestré avec du gaz VX acheté sur internet via le réseau « Araknet ».

### Jeu vidéo
- Dans le jeu vidéo Tom Clancy's Splinter Cell: Blacklist (2013), le héros Sam Fisher pose un « mouchard » dans un conteneur de gaz VX, ce qui manque de le faire mourir par inhalation du produit.

### Manga
- Dans le manga Bloody Monday, saison 2, Pandora no hako (パンドラの匣, la boîte de Pandore) que les terroristes utilisent comme menace pour faire libérer J/Kanzaki Jun de prison.
- Dans le manga Psycho-Pass, dans le film Psycho-Pass: Sinners of the System Case.2 - First Guardian, un gaz VX modifié est utilisé par l'armée lors d'une opération secrète dans le territoire de l'Union d'Asie du Sud-Est contre des opposants antigouvernementaux.